# Чеплі (присілок)
Чеплі (рос. Чепли) — присілок Велізького району Смоленської області Росії. Входить до складу Погорєльського сільського поселення.
Населення — 192 особи (2007 рік). 